# Duttaphrynus totol
Espèce
Synonymes
- Bufo totol Ohler in Teynié, David & Ohler, 2010

Duttaphrynus totol  est une espèce d'amphibiens de la famille des Bufonidae.

## Répartition
Cette espèce est endémique de Sumatra en Indonésie. Elle se rencontre entre Lubukbasung et Maninjau dans la province de Sumatra occidental.

## Description
La femelle mesure 46,8 mm.

## Publication originale
- Teynié, David & Ohler, 2010 : Note on a collection of amphibians and reptiles from western Sumatra (Indonesia), with the description of a new species of the genus Bufo. Zootaxa, no 2416, p. 1-43.